# Далтон (Џорџија)
Далтон (енгл. Dalton) град је у америчкој савезној држави Џорџија. По попису становништва из 2010. у њему је живело 33.128 становника.

## Демографија
Према попису становништва из 2010. у граду је живело 33.128 становника, што је 5.216 (18,7%) становника више него 2000. године.
| Група             | 2000.          | 2010.          |
| Белци             | 13.867 (49,7%) | 14.055 (42,4%) |
| Афроамериканци    | 2.153 (7,7%)   | 2.108 (6,4%)   |
| Азијати           | 478 (1,7%)     | 779 (2,4%)     |
| Хиспаноамериканци | 11.219 (40,2%) | 15.891 (48,0%) |
| Укупно            | 27.912         | 33.128         |